# Maître de la Légende de saint Bruno

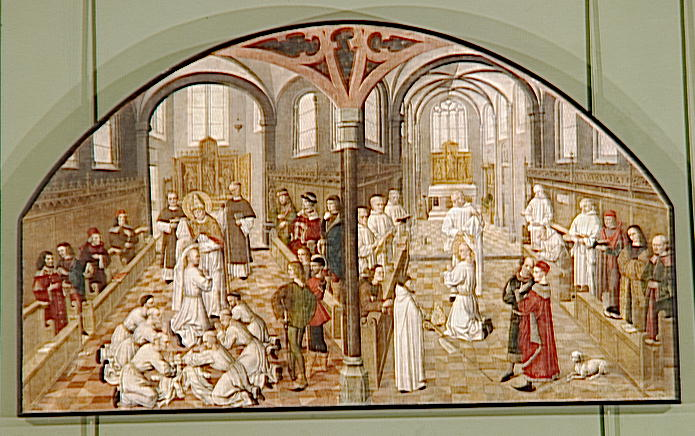
Maître de la Légende de saint Bruno - Prise d'habit de Bruno et de Hugues.

Le Maître de la Légende de saint Bruno est un peintre anonyme gothique, actif à Cologne à la fin du XVe siècle. Il est connu pour avoir peint un cycle de tableaux sur toile pour la chartreuse de Cologne.

## Nom du peintre
L'artiste anonyme est nommé ainsi, par convention, d'après le cycle de peintures, réalisées vers 1486, qui relatent des scènes de la vie et de la légende de Bruno le Chartreux, fondateur de l’ordre des chartreux. D'abord attribué à divers autres peintres, l'œuvre a fini par être reconnue comme étant due à une personnalité artistique spécifique par Rolf Wallrath, et c'est à lui qu'il doit son nom de convention. Il est un des peintres de l'École de Cologne, influencé par le Maître de la Vie de Marie.

## Style
Le style du Maître de la Légende de saint Bruno suggère un apprentissage dans l’entourage du Maître de la Vie de Marie, actif de 1460 à 1490 à Cologne. On peut imaginer qu'il ait séjourné à Bruges et à Gand pendant son compagnonnage. On retrouve dans ces tableaux le style influencé par la peinture néerlandaise et flamande de son temps, déjà présent chez le Maître de la Vie de Marie.

## Le cycle de la légende de saint Bruno
Le cycle est installé dans le petit cloître « Kleine Galilea » de la succursale colonaise de l'ordre des Chartreux en 1489. L'établissement colonais était l'un des établissements les plus importants de l'ordre fondé à Cologne au XIe siècle. Le cycle comportait probablement 11 tableaux représentant des scènes de la vie et de la légende du fondateur de l'ordre. Il était aussi un moyen de présenter l'ordre lui-même, ses objectifs et son importance. Au moment de sa réalisation, Bruno n'était pas encore canonisé.

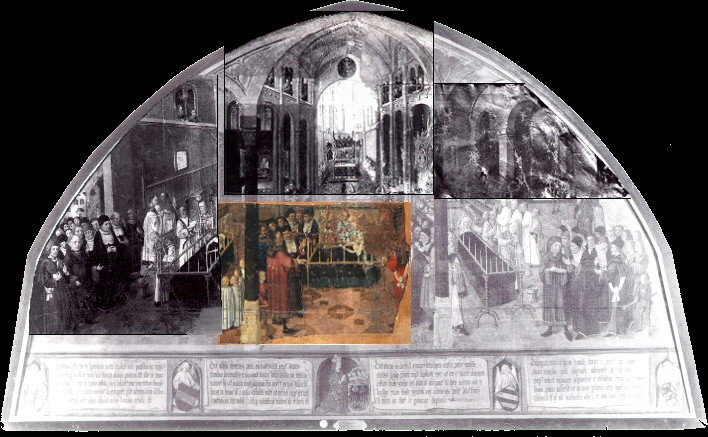
Miracle du cadavre qui parle. La partie colorée est conservée, et placée dans une photographie ancienne. La bande contient les effigies des donateurs.

### Composition
Les tableaux sont de grandes dimensions, jusqu'à trois mètres de large, en partie adaptées en décoration des lunettes de la voûte du petit cloître de la chapelle où ils étaient accrochés. Les dimensions initiales sont variables, et les fragments conservés ont eux-mêmes été retaillés. Chaque panneau décrit de une à trois scènes, séparées par des colonnes.
Du cycle initial de onze tableaux, sont conservés en totalité ou en fragments :
- Le Miracle du cadavre qui parle et La Conversion de Bruno. Quatre fragments, Wallraf-Richartz Museum, Cologne, WRM 0155 A-D[2]
- Serment de fidélité des compagnons de Bruno et Visite à l'ermite. Deux fragments, Musée régional de la Hesse, Darmstadt, GK 28A et GK 28B.
- Prise d'habit de saint Bruno et de saint Hugues. (160 × 268 cm), Musée du Louvre, Paris, M.N.R.972[6],[7]
- Confirmation de l’ordre des chartreux par le pape et deux autres fragments. Anciennement collection Virnich, Bonn, disparu.
- Le Miracle des pintades. Anciennement Schlesisches Museum für Kunstgewerbe und Altertümer, Wroclaw, disparu.

### Donateurs du cycle
Chaque panneau du cycle est la donation d'un seigneur important, et porte le nom et le blason de son donateur, représenté agenouillé et en prières. Aux côtés de l'empereur Frédéric III et de son fils Maximilien, à ce moment couronné roi des Romains, figurent d'autres rois, ducs, nobles et ecclésiastiques parmi les onze donateurs : archiduc Philippe le Beau, duc de Bourgogne et fils de Maximilien, Charles VIII roi de France, Casimir IV Jagellon roi de Pologne, l'archevêque de Cologne, l'archevêque de Trèves, l'électeur Palatin, l'électeur de Saxe, le duc de Juliers et le duc de Clèves.
La liste des donateurs montre que l'importance du monastère colonais était reconnu. Le cycle est probablement achevé lors des cérémonies de couronnement, et 1486, et l’une des raisons pour avoir choisi la toile comme support est la facilité de transport et de changement de lieu d'exhibition.
De plus, et du point de vue artistique, ce cycle constitue le premier ensemble de peintures de telles dimensions monumentales réalisé à Cologne. Il est plausible que cette œuvre ait été déterminante pour la création d'autres cycles de saints à Cologne, et notamment le cycle du Maître de la Légende de sainte Ursule, réalisé une dizaine d'années plus tard.

## Autres œuvres
L'œuvre du Maître n'est pas très vaste. Nicole Reynaud lui attribue en plus :
- Un triptyque Messe de saint Grégoire à Bamberg,
- Deux volets avec sainte Catherine et sainte Barbe d'une part, saint Martin et saint Antoine d'autre part, à Darmstadt,
- une Annonciation peinte aux revers des volets ajoutés, vers 1490, à la Déposition Teerstegen du Maître de la Vie de Marie (Cologne, WRM 137-138).

## Articles liés
- École de Cologne
- Maîtres anonymes
- Maître de la Vie de Marie
- Maître de la Légende de sainte Ursule
- Ordre des Chartreux
- Bruno de Cologne